# Journal of Consumer Behaviour
Il Journal of Consumer Behavior è una rivista accademica bimestrale peer-reviewed dedicata allo studio del comportamento dei consumatori. È stato fondata nel 2001 ed è pubblicato da John Wiley & Sons. I caporedattori sono Steven D'Alessandro (Charles Sturt University) e Geertje Schuitema (University College di Dublino). Secondo il Journal Citation Reports, la rivista ha un fattore di impatto del 2017 di 1.659, classificandosi all'89 ° posto su 140 riviste nella categoria "Business".